# Studnia za Murem
Studnia za Murem (nad Murem, pod Murem) – jaskinia w Dolinie Miętusiej w Tatrach Zachodnich. Wejście do niej znajduje się w Twardych Spadach na wysokości 1555 m n.p.m. Długość jaskini wynosi 122 metry, a jej deniwelacja 43 metry.

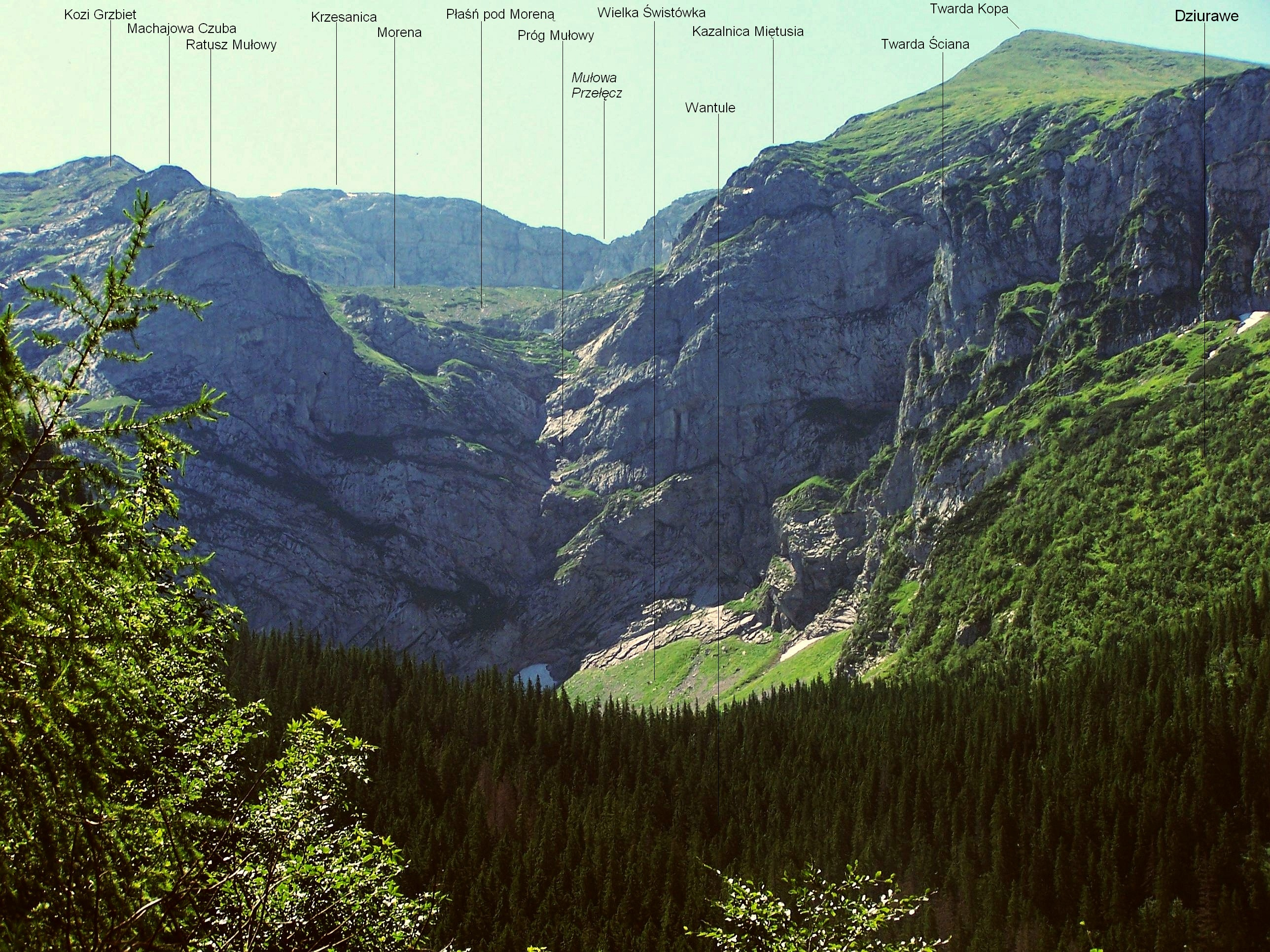
Wielka Świstówka w Dolinie Małej Łąki. Wcięcie w ścianie po prawej to Twarde Spady

## Opis jaskini
15-metrową studnię, od której zaczyna się jaskinia, oddziela od powierzchni cienka, skalna ściana – stąd nazwa Studnia za Murem. Z jej dna pokrytego śniegiem idzie się przełazem do wąskiego korytarza. Prowadzi on do 12-metrowego progu, którym można się wspiąć do korytarza kończącego się szczeliną. Poniżej progu można iść dalej korytarzem do wysokiej szczeliny i dalej nad 7-metrowy próg. Stąd:
- zejść do niewielkiej salki, z której można dostać się korytarzem nad małe jeziorko.
- nie wchodząc na próg iść wąskim korytarzem prowadzącym do 10-metrowej studni kończącej się szczeliną[4][5].

## Przyroda
W jaskini można spotkać nacieki grzybkowe, marmity i mleko wapienne. Przez cały rok zalega w niej śnieg i lód.
Zamieszkują ją nietoperze. W 1971 roku w studni znaleziono stare gniazdo orła.

## Historia odkryć
Jaskinię odkryto w czerwcu 1961 roku.